# Fernand Van Ackere
Pour les articles homonymes, voir Van Ackere.
 (janvier 2021).
Si vous disposez d'ouvrages ou d'articles de référence ou si vous connaissez des sites web de qualité traitant du thème abordé ici, merci de compléter l'article en donnant les références utiles à sa vérifiabilité et en les liant à la section « Notes et références ».
 Fernand Albert Léon Joseph, baron Van Ackere-Kraft de la Saulx, né le 25 juin 1878 à Courtrai et décédé le 16 avril 1958  à Mariakerke (Gand) est homme politique belge flamand francophone, membre du parti catholique, fraction conservatrice.

## Biographie
Van Ackere fut le quatrième enfant de l'industriel du textile Constant Van Ackere  et après sa mort, beau-fils de l'industriel gantois Léon Motte, Van Ackere obtint en 1905 le diplôme d'ingénieur industriel. En 1906, il épousa la fille de Augusta Buysse, issue d'industriels du coton gantois. Sa belle famille le désigna en 1908 comme directeur et en 1917 comme administrateur délégué de la SA de Waerschoot, une filature, tisserie et teinturerie de coton. C'est aussi à Waarschoot qu'il s'établit.

Van Ackere est surtout renommé comme chef de file du mouvement des classes moyennes chrétiennes. Dès 1919, lorsqu'il reprend les rênes du cercle gantois Kring God en Vaderland, il créa tout un réseau gantois d’œuvres sociales dont il fut jusque 1950 le chef incontesté et qui fut le plus important du pays entre-deux-guerres.  En 1920, il fonda avec l'abbé Leo Joos et secrétaire Camiel Struyvelt un Secrétariat provincial des Classes Moyennes (PMS) à Gand, où des indépendants pouvaient trouver du conseil juridique, comptable et fiscal, entre autres.  Après guerre, ce service se développa en service social pour employeurs, le Secrétariat social et fiscal des Classes Moyennes (SFM).  Un autre levier fut la compagnie des assurances mutuelles des classes moyennes (OMV) érigée par Van Ackere en 1923 et qui fut rebaptisé Belgische Verzekering voor de Middenstand (BVM) en 1932. Van Ackere participa aussi dès 1926 dans la compagnie bruxelloise L'Avenir Famiale, dont il dirigea le CA de 1939 à 1948. Van Ackere participa aussi à la création de la Banque de Commerce et de l'Industrie gantoise. En 1923, il fonda la caisse coopérative de crédit aux classes moyennes, le Burgerskrediet, transformé en 1928 en SA, l’Algemene Middenstandsbank, puis Algemene Burgersbank (ABB/1931) et Algemeen Beroepskrediet (ABK/1937).

Il se battit aussi pour l'enseignement libre en créant parmi d'autres l’Institut Provincial gantois de Langues et de Commerce en 1920, tandis qu'il promeut des institutions culturelles et musicales et qu'il siégea au Minardschouwburg gantois.
En politique, il fut élu député de l'arrondissement de Gand-Eeklo de 1921 à 1936 et il siégea au Sénat de 1936 à 1946. Il ne parlait pas un mot de néerlandais et appartenait à l'aile conservatrice du parti catholique. Dès 1929, il fut vice-président de la Fédération des Cercles. Comme député, il fut au chevet de la création de la Caisse Principale du Petit Crédit professionnel (1929), le Fonds intérimaire de Crédit, la Caisse nationale de Crédit aux Classes Moyennes (1934-1937) et enfin, la Caisse Nationale de Crédit professionnel (1946). Van Ackere voulut une structure de concertation efficace pour les classes moyennes fort divisées : il obtint en 1929 la création des Chambres provinciales de l'Artisanat et du commerce de détail. Van Ackere fut président du Haut Conseil des Classes Moyennes de 1936 à sa mort, tandis que jusqu'en 1948 il le fut également de l' Institut International des Classes Moyennes.
Il fut créé baron en 1951.

## Généalogie
- Il est le fils de Constant (1845-1881) et de Alice Haus (1850-1936), remariée en 1881 à Léon Motte (1845-1928).
- Il épousa en 1906 Ghislaine Kraft de la Saulx (1887-1978) ;
  - Ils eurent 4 enfants: Guy (1907-2005), Jacques (1909-1911), Monique (1913-1949), Georges (1918-2000).

## Sources
- Bio sur ODIS